# Klawdija Iwanowna Kirsanowa

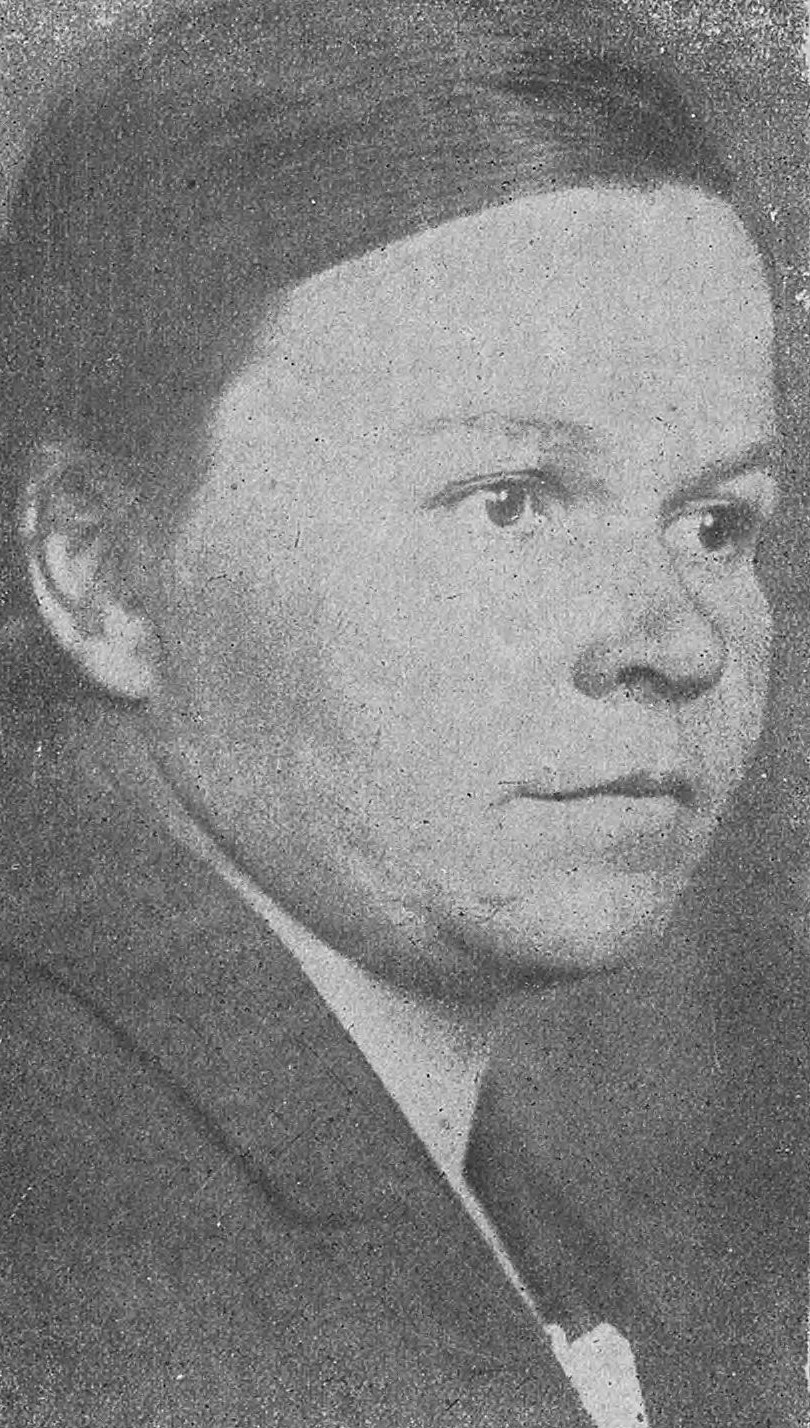
Klawdija Kirsanowa (ca. 1923)

Klawdija Iwanowna Kirsanowa (russisch Клавдия Ивановна Кирсанова; * 16. Märzjul. / 28. März 1887greg. in Kulebaki; † 10. Oktober 1947 in Moskau) war eine sowjetische Staats- und Parteifunktionärin.

## Leben
Kirsanowa, Tochter eines Büroangestellten in einem Werk in Kulebaki, wurde des Gymnasiums wegen ihrer Teilnahme an der revolutionären Bewegung verwiesen. Sie trat 1904 der SDAPR bei. Während der Russischen Revolution von 1905–1907 war sie in der Permer Organisation der SDAPR aktiv. Sie wurde wegen ihrer revolutionären Tätigkeit lebenslang verbannt, war dann zehn Jahre in der Verbannung. Während ihrer Verbannung in Jakutien heiratete sie den Revolutionär Jemeljan Michailowitsch Jaroslawski (1878–1943). 
Nach der Oktoberrevolution 1917 war Kirsanowa Vorsitzende des Sowjets von Nadeschdinsk (heute Serow), Vorsitzende des Kriegssowjets der Okrug Werchnjaja Tura und Mitglied des Kriegskollegiums der Dritten Armee an der Ostfront. 1918 wurde sie Sekretär des KPR-Bezirkskomitees für den Moskauer Rajon Chamowniki. Sie war Delegierte des VIII. Parteitages der KPR(B) im Februar 1919 in Moskau. 
Ab Herbst 1919 war Kirsanowa Direktorin der politischen Abteilung des Kriegs-Kommissariats (Военкомат) des Permer Gouvernements. Im September 1920 wurde sie Sekretär des Omsker Stadtparteikomitees (горком). Von 1922 bis 1924 war sie stellvertretende Rektorin der Kommunistischen Swerdlow-Universität in Moskau. 
Seit Gründung der Internationalen Leninschule 1926 war sie bis November 1937 deren Leiterin. Zu ihren Schülern in dieser Zeit gehörte auch der junge Erich Honecker. Die Leitung der Schule wurde ihr Ende 1931 erstmals wegen „mangelnder politischer Wachsamkeit“ entzogen, im März 1933 kehrte Kirsanowa, die als „eiserne Stalinistin“ galt, aber wieder auf ihre Position zurück. In ihrer Ära wurden die Zöglinge der Internationalen Leninschule „Reinigungsritualen“ durch Anklage und Selbstanklage unterzogen. Damit sollten sich ihre Ich-Interessen innerhalb eines geschlossenen Weltbildes systematisch dem Kollektiv und den Interessen der Partei unterordnen. Sechs Tage in der Woche hatten sie ein rigides tägliches Arbeitspensum von zehn Stunden und mehr abzuleisten. Das Pensum einer Schulstunde umfasste 4–5 Seiten Marx oder Engels, 6–7 Seiten Lenin, 7–8 Seiten Stalin und 20 Seiten Belletristik.
1938 wurde Kirsanowa Vorsitzende der Abteilung für Hochschulen im Komitee für Hochschulwesen beim Rat der Volkskommissare der UdSSR. Ab 1941 war sie Dozentin in der Abteilung für Agitation und Propaganda beim ZK der KPdSU (Bolschewiki).
Ab 1945 arbeitete Kirsanowa für die Internationale Demokratische Frauenföderation und war Mitglied des Präsidiums des Antifaschistischen Komitees der sowjetischen Frauen.

## Auszeichnungen
Kirsanowa wurde mit dem Leninorden und dem Orden des Roten Sterns ausgezeichnet.